# Barbara Gysi
Barbara Gysi, née le 14 avril 1964 à Zurich (originaire de Buchs AG et Wil SG), est une personnalité politique du canton de Saint-Gall, membre du Parti socialiste et conseillère nationale depuis 2011.

## Biographie
Barbara Gysi naît le 14 avril 1964 à Zurich. Elle est originaire de Buchs, dans le canton d'Argovie, et  de Wil, dans le canton de Saint-Gall. Son père est employé de commerce ; sa mère, vendeuse.
Elle obtient en 1986 un diplôme d'enseignante spécialisée en biologie et géographie à l'Université de Zurich, puis suit une formation continue à l'École de travail social de Zurich. Elle travaille de 1988 à 1997 comme travailleuse et pédagogue sociale, puis exerce divers mandats politiques.
Elle s'établit à Wil en 1991, dans une communauté d'habitation (de) avec six autres personnes.
Elle vit en couple.

## Parcours politique
Elle est membre du législatif (Stadtparlament) de Wil de janvier 1997 à décembre 2000, puis membre de son exécutif (Stadtrat) de janvier 2001 à décembre 2012.
Au niveau cantonal, elle est députée au Conseil cantonal de Saint-Gall de mai 2000 à juin 2004, puis de janvier 2001 à décembre 2012.
Elle accède au Conseil national le 12 décembre 2011, à la suite de l'élection de Paul Rechsteiner au Conseil des États,,. Elle avait déjà été candidate en 1995, 2003 et 2007. Elle conserve son siège lors des élections d'octobre 2015 et d'octobre 2019. Elle est membre de la Commission des finances (CdF) et, depuis 2015, de la Commission de la sécurité sociale et de la santé publique (CSSS).
Elle est l'un des vice-présidents du Parti socialiste suisse de septembre 2012 à août 2021.
Candidate officielle de son parti à la succession de Paul Rechsteiner au Conseil des États, elle échoue au printemps 2023 à conserver le siège socialiste de son canton à la Chambre haute du Parlement face à la représentante de l'UDC Esther Friedli (36,9 % des voix au second tour contre 57,4 %). Elle est réélue en octobre de la même année au Conseil national.